# Paruresis
Unter Paruresis (Urinophobie, umgangssprachlich auch schüchterne Blase) versteht man eine Blasenentleerungsstörung, unter der Betroffene hauptsächlich auf öffentlichen Toilettenanlagen oder außerhalb des privaten Wohnbereiches leiden. Der Schweregrad ist individuell und verschiedenartig ausgeprägt. Er reicht von unterschiedlich langem Warten auf die Miktion über eine unvollständige Blasenentleerung bis zur Unmöglichkeit, urinieren zu können.
Es handelt sich dabei um eine psychische Störung, die sich meist während der Pubertät entwickelt. Sie zählt zu den Angststörungen und wird, abhängig von ihrer Ursache, entweder als Begleitsymptom der sozialen Phobie oder als spezifische (isolierte) Phobie klassifiziert, sofern sich die Angst auf die Miktion selbst bezieht (vgl. Emetophobie). Die Bezeichnung selbst wurde 1954 von G. W. Williams und E. T. Degenhardt eingeführt.
Paruresis ist wie viele Angststörungen ein Tabu-Thema, über das in den Medien wenig gesprochen bzw. diskutiert wird. Teilweise ist es trotz des teils großen Leidensdrucks nicht einmal den Betroffenen selbst bekannt. In Deutschland haben schätzungsweise knapp 3 % der Bevölkerung Paruresis. In der einschlägigen wissenschaftlichen Literatur gibt es bis dato kaum Veröffentlichungen zum Thema. Somit verfügen selbst Ärzte und Psychotherapeuten meist über wenig Informationen. Die Therapie richtet sich nach den Grundsätzen zur Behandlung sozialer Phobien.

## Ursachen

### Körperliche Komponente
Paruresis gründet auf einer psychisch bedingten Anspannung des Sphinkters, die das Wasserlassen erschwert oder unmöglich macht. Diese Anspannung lässt sich auf psychische Faktoren wie Angst und Stress zurückführen.
Entspannungsübungen wie autogenes Training oder Tiefenentspannung können Betroffenen helfen, die Kontrolle über die Blasenmuskeln zurückzugewinnen.
Schwerer als die körperliche Komponente wiegt aber die psychische Ursache.

### Psychische Komponente

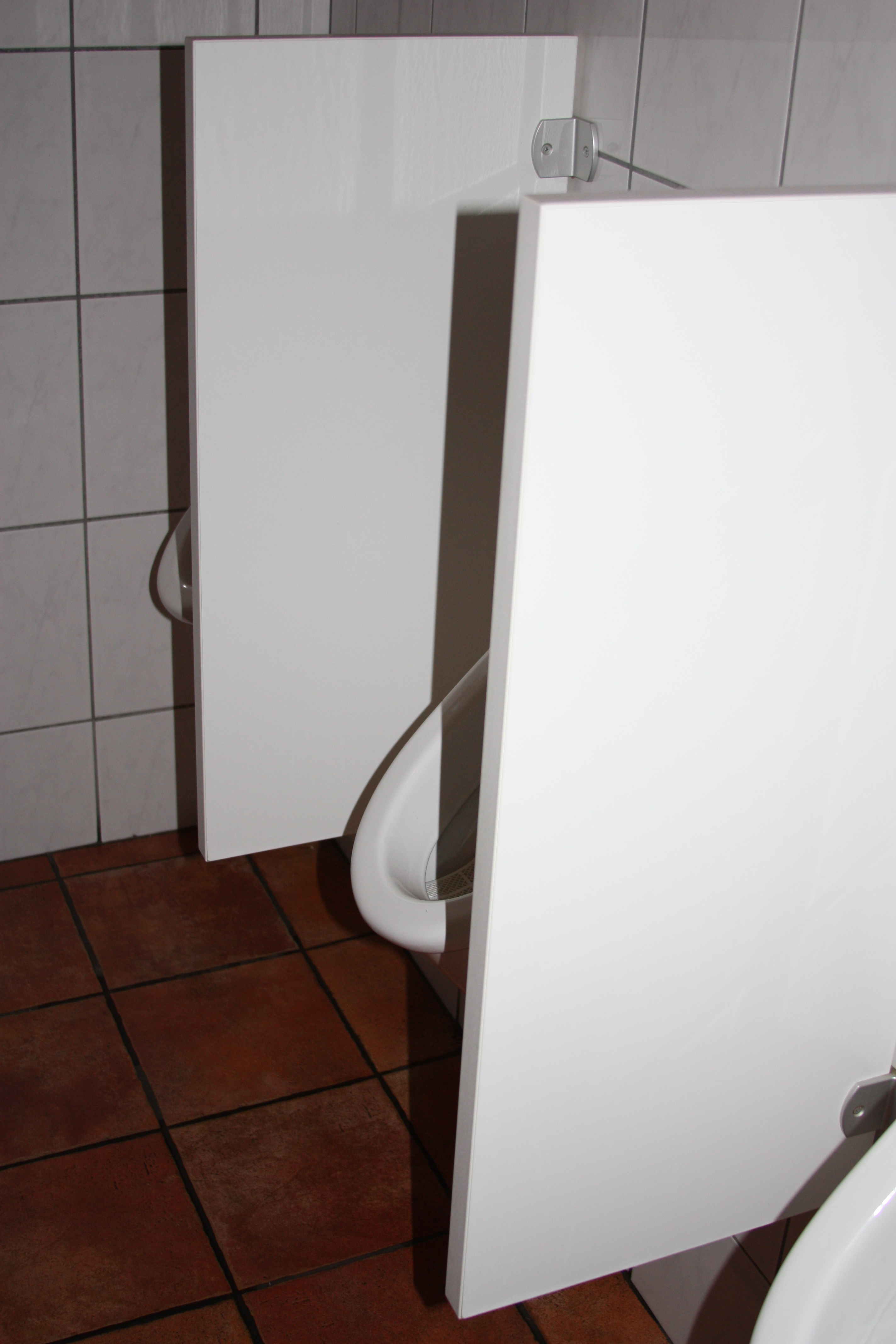
Urinale mit Urinaltrennwänden

Durch ein Referenzerlebnis erfährt der Betroffene zum ersten Mal eine paruretische Reaktion (oft in der Kindheit oder Pubertät), die einen derart prägenden Eindruck hinterlässt, dass er ab dem Zeitpunkt des Erlebnisses keine Toilette mehr unbefangen aufsuchen kann. Die Ursache des Referenzerlebnisses kann mannigfaltig sein: Vom Minderwertigkeitskomplex bis hin zu Stress in der Schule oder Streit mit der Familie. Auch kann ein durchgeführter medizinischer Eingriff (Miktionszystourethrogramm) die Ursache für eine Paruresis sein.
Auf Grund des Referenzerlebnisses verknüpft das Unterbewusstsein die Umstände der ersten paruretischen Reaktion mit der Anspannung der Harnröhrenschließmuskeln, was in der Regel dazu führt, dass die Miktionsstörung auf die Anwesenheit anderer Personen zurückgeführt wird, obwohl die Ursache ganz woanders liegen kann.
Diesen Mechanismus bezeichnet man als Konditionierung (siehe Iwan Petrowitsch Pawlow).
Der unmittelbare Eindruck eines Paruresispatienten basiert auf der gefühlten Gewissheit, dass ihn andere Menschen auf der Toilette beobachten und bewerten und sich – im Falle des Versagens – über ihn lustig machen.
Bei männlichen Patienten ist zu beobachten, dass diese ihre Männlichkeit oft an der Fähigkeit festmachen, an einem Urinal bzw. in einem Pissoir neben anderen Jungen oder Männern Wasser lassen zu können.
Betroffene sprechen in den seltensten Fällen über ihre Krankheit, da die Schamgrenze zu hoch ist. Befürchtungen, verspottet oder nicht ernst genommen zu werden, sorgen für die zunehmende soziale Isoliertheit von Patienten.
Patienten wollen ihre Paruresis vor anderen Menschen (Freunde, Familie, Bekannte etc.) verbergen, was dazu führt, dass die Paruresis ein Schattendasein fristet.